# Elvira Herzog
Elvira Johanna Herzog (* 5. März 2000 in Zürich) ist eine Schweizer Fussballspielerin auf der Position der Torhüterin, die aktuell bei RB Leipzig unter Vertrag steht.

## Karriere

### Vereine
Durch ihren älteren Bruder mit Fussball in Berührung gekommen, trat Herzog im Herbst 2009 dem FC Unterstrass bei. Im Sommer 2011 wechselte sie zum FC Zürich, wo sie die Nachwuchsbereiche «Letzikids» und «Footeco» durchlief; einzig ihre erste Saison bei den U14-Juniorinnen spielte sie dabei in einer reinen Mädchenmannschaft. Anfang 2016 in den Erwachsenenbereich aufgerückt, debütierte sie noch in der Saison 2015/16 für die FC Zürich Frauen: Am 11. Juni stand sie am letzten Spieltag der Finalrunde der Nationalliga A über die volle Spielzeit im Tor. Nachdem sie in der Saison 2016/17 keine weiteren Einsätze in den beiden Frauenmannschaften gehabt hatte, kam sie in der folgenden Spielzeit vorwiegend in der U21 zum Einsatz. In der Saison 2018/19 war sie Stammtorhüterin in der ersten Mannschaft; in dieser Spielzeit absolvierte sie auch vier Partien in der Champions League. Im Sommer 2019 wechselte Herzog nach Deutschland zum 1. FC Köln. Nach dem Abstieg der Kölnerinnen aus der Bundesliga wechselte sie zur Saison 2020/21 zum SC Freiburg, kehrte aber nur ein Jahr später zum Wiederaufsteiger Köln zurück. Nachdem sie in der Saison 2021/22 nur in einem Ligaspiel zum Einsatz gekommen war, wechselte sie im Sommer 2022 in die 2. Bundesliga zu RB Leipzig.

### Nationalmannschaften
Herzog bestritt elf Spiele für die U17- und 16 Partien für die U19-Nationalmannschaft der Schweiz. Am 4. Juni 2019 wurde sie erstmals in die A-Nationalmannschaft berufen und gab zehn Tage später beim 1:1-Unentschieden gegen die Nationalmannschaft Serbiens in Stara Pazova ihr Debüt, als sie zur zweiten Halbzeit für Nadja Furrer eingewechselt wurde. Hinter Gaëlle Thalmann kam sie zunächst nur selten zum Einsatz. Im Dezember 2020 spielte sie im EM-Qualifikationsspiel gegen Belgien erstmals über die volle Spielzeit, als Thalmann wegen einer Corona-Infektion ausfiel. Sie konnte bei der 0:4-Niederlage jedoch nicht überzeugen und wurde danach längere Zeit nicht mehr eingesetzt. Für die Weltmeisterschaft 2023 wurde sie nicht aufgeboten. Erst nach dem Rücktritt von Thalmann kam sie im Herbst 2023 wieder zu Einsätzen. Ende 2024 wurde sie von Nationaltrainerin Pia Sundhage im Hinblick auf die Europameisterschaft 2025 schliesslich zur Nummer 1 im Schweizer Tor ernannt. Kurz vor der Endrunde verlor sie diesen Platz jedoch an Livia Peng. Als Ersatztorhüterin kam sie während des Turniers zu keinem Einsatz. Die Schweiz erreichte den Viertelfinal.

## Erfolge
- Schweizer Meister: 2018, 2019 (mit FC Zürich Frauen)
- Schweizer Pokalsieger: 2018, 2019 (mit FC Zürich Frauen)
- Meister 2. Bundesliga: 2023 (mit RB Leipzig)

## Ausbildung
Herzog besuchte das Kunst-und-Sport-Gymnasium Rämibühl in Zürich und schloss dieses 2019 mit der Matura ab.